# Kette (Technik)
Technische Ketten dienen dazu, Kräfte und Bewegungen zu übertragen. Genutzt werden sie unter anderem in folgenden technischen Zusammenhängen:
- Kettengetriebe zur Kraft- und Bewegungsübertragung (z. B. Fahrradketten)
- Hebezeuge und Lastaufnahmemittel[1]
- Kettenlaufwerke von Fahrzeugen
- Kettensägen
- sowie viele weitere Anwendungen (Ankerkette, Steuerkette etc.)

Antriebsketten und Steuerketten bedürfen in der Regel einer Kettenschmierung.

## Bauarten von technischen Ketten
Ketten gibt es in zwei Bauformen:
- Ketten zum Heben oder zum Fixieren, z. B. eine Ankerkette, bestehen meistens aus runden oder ovalen Ringen, und sind in zwei Dimensionen flexibel.
- Ketten für die Kraftübertragung in Maschinen, z. B. eine Fahrradkette, haben gelenkig verbundene Kettenglieder, die auf ein gezahntes Kettenrad passen, und sind in einer Dimension flexibel, d. h. nur in einer Ebene beweglich.

### Zweidimensional bewegliche Ketten (DIN 695)

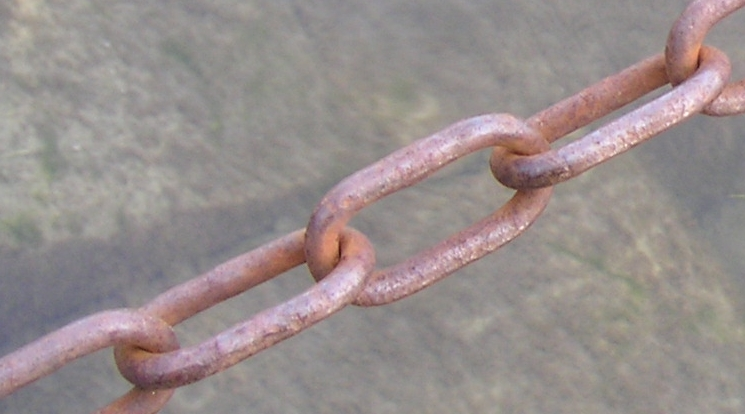
Rundstahlkette

#### Ringkette
Ringketten bestehen aus kreisringförmigen Gliedern, müssen jedoch selbst nicht zu einem Ring geschlossen sein. Eher für Zier- und Schmuckketten, da sie weniger belastbar und sperriger als Ketten mit ovalen Gliedern sind.

#### Gliederkette/Rundstahlkette
Die Gliederkette ist die einfachste Kettenart, bei der die meist ovalen Kettenglieder direkt ineinandergefügt sind. Eine Gliederkette, bei der jedes Kettenglied in sich um 90 Grad verdreht ist, so dass die Kette flach aufliegen kann, heißt Panzerkette.
Die Enden der Ringe werden durch ein geeignetes Verfahren miteinander verbunden (DIN 765, DIN 766, DIN 685 usw.), meist durch Stumpf- oder Abbrennstumpfschweißen. Dieses Verfahren gewährleistet eine Festigkeit der Schweißnaht, die der des Grundwerkstoffes entspricht bzw. diese noch übersteigt. Rundstahlketten werden auch in nichtrostendem Edelstahl hergestellt.
Die Rundstahlkette wird aus Rundstahl gefertigt. Man verwendet sie beispielsweise als Anschlagmittel, z. B. als 4-Strang-Kettengehänge zum Heben von Containern mit einem Kran, in Hebezeug, z. B. einem Kettenzug oder in Maschinen wie einem Kettenbecherwerk.

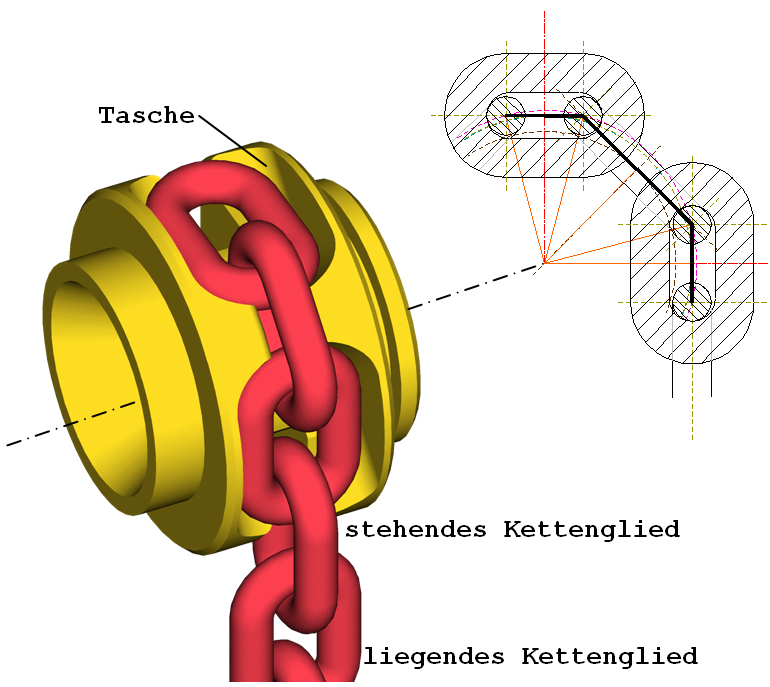
Zusammenwirken von Rundstahlkette und Taschenrad

Wird, wie bei einem Kettenzug, eine Kraft von einem Elektromotor auf die Kette übertragen, die dann eine Last hochhebt, dann verwendet man Zahnkettenräder oder Taschenräder.

#### Stegkette
Die Glieder einer Stegkette weisen in der Mitte ihres Auges einen stabilen Quersteg auf, der einerseits bei Belastung die Gliederseiten gegen das Zusammengezogenwerden abstützt, andererseits verhindert, dass die Glieder unbelastet zusammenrutschen oder Fremdkörper sich im Auge verfangen. Durch die dadurch stets gut zueinander positionierten Nachbarglieder läuft die Stegkette gut in Kettenräder ein, weshalb sie häufig als Ankerkette auf Schiffen eingesetzt wird.

#### Patentkette
Sogenannte Patentketten sind aus gestanzten Blechen zusammengesetzt, die zu Gliedern gefaltet und zur Montage fortlaufend ineinandergesteckt werden. Die Glieder sind oft aus ca. 0,5…0,8 mm dickem Messing- oder Aluminiumblech gefertigt. Sie werden beispielsweise für die Befestigung von Badewannen- und Waschbeckenstöpseln verwendet. Früher bestanden auch die Zugketten der WC-Spülkästen aus solchen Ketten. Nach dem gleichen Prinzip geknüpfte Ketten gibt es auch aus Polyamid.

### Kugelkette
Sogenannte Kugelketten bestehen aus blechernen Hohlkugeln, die durch einen Drahtsteg miteinander verbunden werden.  Sie übertragen nur geringe Kräfte und dienen der Sicherung von angehängten Teilen, wie beispielsweise Stöpseln oder Schlüsseln, gegen Verlust.

### Eindimensional bewegliche Ketten (Gelenkketten)
Es werden vor allem Stahlgelenkketten als Antriebsketten zur Übertragung von Drehmomenten verwendet (siehe Kettentrieb), vereinzelt finden sie auch Verwendung als Förderketten. Eine Erweiterung des Kettentriebs ist z. B. die an Fahrrädern verbreitete Kettenschaltung.
Gelenkketten werden nach der Art der Verbindung zwischen den Kettengliedern unterschieden.

#### Bolzenkette, Laschenkette

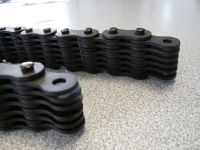
Flyerkette

Bei dieser einfachsten Ausführung einer Gelenkkette drehen sich die Laschen auf Bolzen, die vernietet oder versplintet sind. Eine Unterart dieser Kettengattung wird nach dem Erfinder André Galle (1761–1841) auch Gallkette genannt. Eine weitere Unterart bildet die Flyerkette. Sie besteht nur aus Laschen und Bolzen. Diese wird vor allem als Lastkette bei Kranen und Hebezeugen verwendet. Die Flyerketten verfügt in der Regel über eine höhere Zugfestigkeit als eine Rollenkette und wird über ungezähnte Rollen (daher auch der Name) anstatt über Kettenräder geführt und es können daher keine Drehmomente vom Rad auf die Kette übertragen werden. Die Flyerkette eignet sich für hängende, schwingende oder bewegungsübertragende Anwendungen. Flyerketten werden oft als Zug- oder Gegengewichtskette für Werkzeugmaschinen, Aufzugtüren, Gabelstapler, Spinnmaschinen und ähnliche Hebe- oder Lastvorrichtungen eingesetzt.

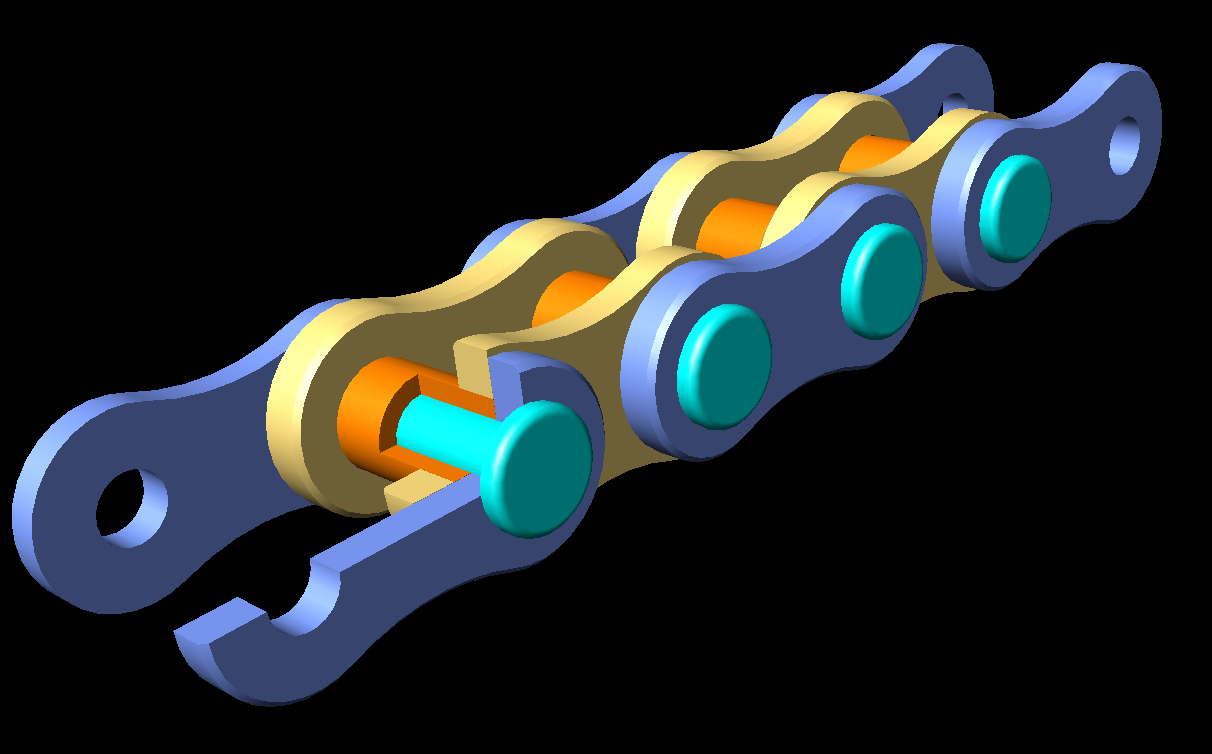
Buchsenglieder (orange/gelb) und Bolzenglieder (türkis/blau) der Buchsenkette

#### Buchsenkette
Eine Buchsenkette verfügt über Buchsen, welche einerseits mit den inneren Laschenpaaren verpresst sind und andererseits die Bolzen lagern, welche mit den äußeren Laschenpaaren verpresst sind.
Das breitere Gelenk reduziert den Verschleiß.

#### Rollenkette

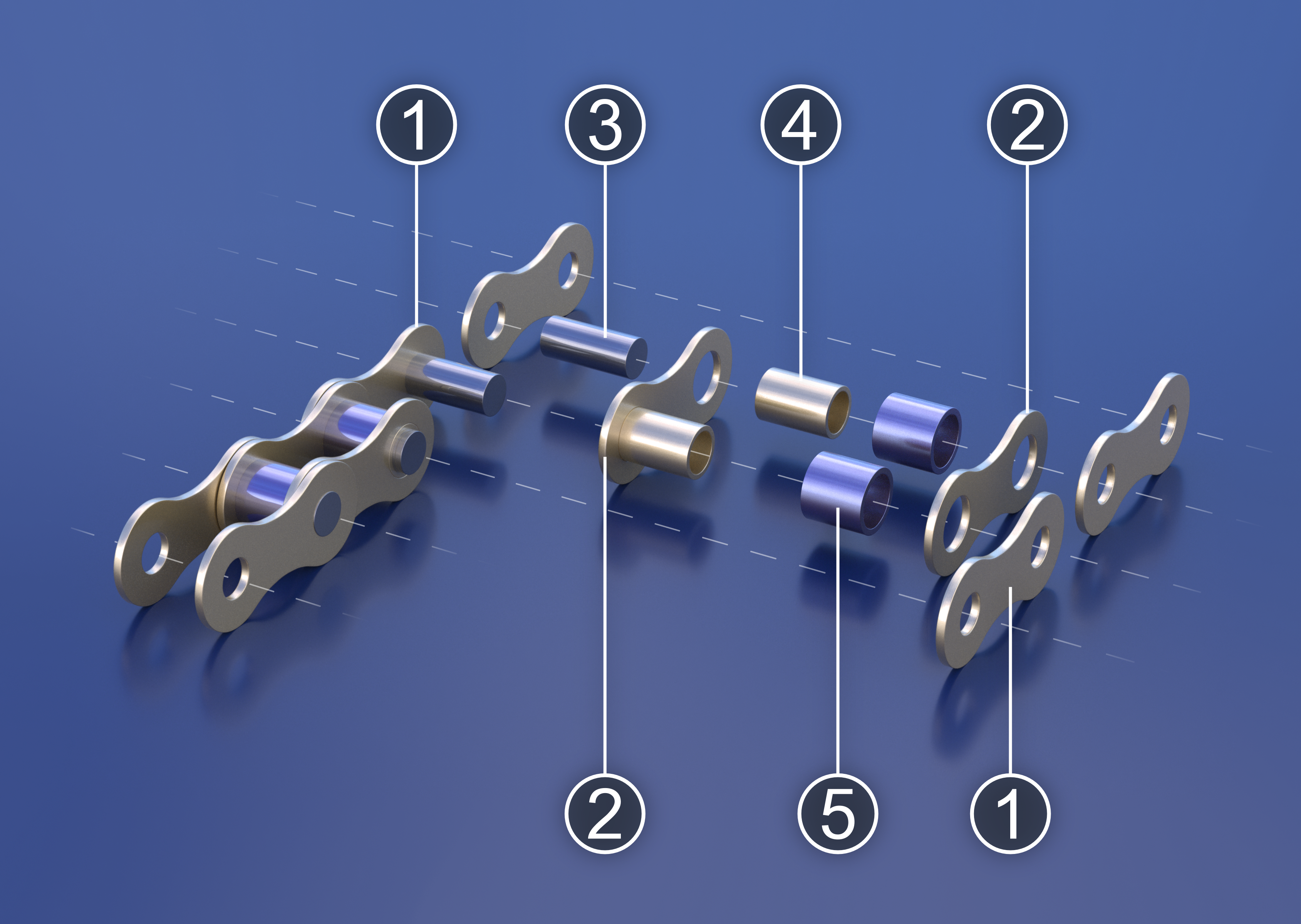
Aufbau einer Rollenkette
1 Außenlasche
2 Innenlasche
3 Bolzen
4 Hülse
5 Rolle

Rollenkette

Die Rollenkette (DIN ISO 606, DIN 8187) hat in der Technik die größte Bedeutung und Verbreitung erlangt, insbesondere in Form der Fahrradkette, aber auch in anderen Kettengetrieben. Die inneren Laschen sitzen auf einer hier als Hülse bezeichneten Buchse auf dem Bolzen. Die äußeren Laschen sitzen direkt auf dem Bolzen. Zwischen den inneren Laschen befindet sich eine Rolle auf der Hülse. Die Rolle verringert Reibungsverluste und Verschleiß. Rollenketten werden außer als Antriebskette im Fahrrad und Motorrad vor allem als Steuerkette zum Antrieb der Nockenwellen von Verbrennungsmotoren benutzt. Wegen der hohen Belastung haben die Ketten dort oft doppelte Glieder, die auf jeweils zwei nebeneinander liegenden Kettenrädern laufen (Duplexkette).
Von der Rollenkette gibt es diverse Sonderbauformen, z. B. die Rotarykette. Neben den genormten Baureihen halten viele Werkstandards in den Markt Einzug um eine Bindung der Verbraucher an einen Hersteller sicherzustellen. Ein typisches Beispiel ist hier die im Landwirtschaftmaschinenbereich verwendete Teilung p=38,4 mm, die um 0,3 mm von der Norm abweicht und einen Einsatz von Normteilen anderer Hersteller als Ersatzteile vollkommen unmöglich macht.

#### Motorradketten und deren Abmessungen
International als Motorradketten genormt sind Buchsenketten und Rollenketten mit Teilungen von 6,35 bis 19,05 mm.
| Kettenbezeichnung | Norm   | Kettenteilung    | Kettenweite innen (> Kettenradbreite) | Rollen- durchmesser | Zugfestigkeit | Schwingfestigkeit |
| ----------------- | ------ | ---------------- | ------------------------------------- | ------------------- | ------------- | ----------------- |
| 219               | ISO    | 7,774 mm         | ≥ 4,68 mm                             | –                   | 6,6 kN        | 1,08 kN           |
| 415M              | ISO    | 12,7 mm          | ≥ 4,68 mm                             | ≤ 7,77 mm           | 11,8 kN       | 1,78 kN           |
| 415               | ISO    | 12,7 mm          | ≥ 4,68 mm                             | ≤ 7,77 mm           | 15,6 kN       | 2,86 kN           |
| 415MH             | ISO    | 12,7 mm          | ≥ 4,68 mm                             | ≤ 7,77 mm           | 17,7 kN       | 2,86 kN           |
| 420               | ISO    | 12,7 mm          | ≥ 6,25 mm                             | ≤ 7,77 mm           | 15,6 kN       | 2,86 kN           |
| 1/2 × 5,40 × 8,51 | Simson | 12,7 mm = 1/2"   | 5,20 mm                               | 8,51 mm             |               |                   |
| 428               | ISO    | 12,7 mm          | ≥ 7,85 mm                             | ≤ 8,51 mm           | 16,7 kN       | 2,86 kN           |
| 520               | ISO    | 15,875 mm        | ≥ 6,25 mm                             | ≤ 10,16 mm          | 26,4 kN       | 4,84 kN           |
| 525               | ISO    | 15,875 mm        | ≥ 7,85 mm                             | ≤ 10,16 mm          | 26,4 kN       | 4,84 kN           |
| 530               | ISO    | 15,875 mm        | ≥ 9,4 mm                              | ≤ 10,16 mm          | 26,4 kN       | 4,84 kN           |
| 5/8 × 3/8 × 11,10 | 532    | 15,875 mm = 5/8" | 9,525 mm = 3/8"                       | 11,1 mm             |               |                   |
| 630               | ISO    | 19,05 mm         | ≥ 9,4 mm                              | ≤ 11,91 mm          | 35,3 kN       | 7,29 kN           |
| 3/4 × 3/8 × 12,7  | 632    | 19,05 mm = 3/4"  | 9,525 mm = 3/8"                       | 12,7 mm             |               |                   |

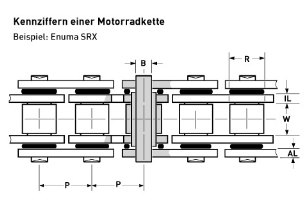
O-Ring-Kette

Eine Besonderheit bei Motorradketten ist die Sicherstellung der Schmierung durch Gummiringe oder Lamellen. Diese Ketten werden als O-Ring- bzw. X-Ring-Ketten bezeichnet. Bei solchen Ketten ist das Schmierintervall verlängert, es ist jedoch bei der Reinigung darauf zu achten, dass verträgliche Mittel verwendet werden. Ein Auskochen der Kette beispielsweise in Öl oder Petroleum verbietet sich.
Dünnere Ketten können zu einer effizienteren Kraftübertragung führen, sind unter Umständen der Belastung aber nicht (dauerhaft) gewachsen. Im Straßenverkehr sollte man daher die für das jeweilige Modell empfohlenen Kettenbreite nutzen, da ein Kettenriss eine ernsthafte Gefahr darstellt.

#### Lagerkragenkette
Die Lagerkragenkette ist eine in der Fahrradtechnik gebräuchliche Sonderform der Rollenkette, bei der die Buchsen durch Auskragungen der Innenlaschen ersetzt sind. Die dadurch erreichte seitliche Flexibilität ist bei Kettenschaltungen von Vorteil.

#### Lamellenkette
Die Lamellenkette hat besonders kleine drahtartige Glieder und erreicht damit besondere Flexibilität. Quer zur Kettenlänge angeordnete bewegliche Lamellen dienen im stufenlosen Getriebe dazu, in die wechselnden Zahnabstände von Kegelscheiben zu greifen (siehe Kettengetriebe, CVT und PIV). Sie ist ein Zugmittel für Umschlingungsgetriebe.

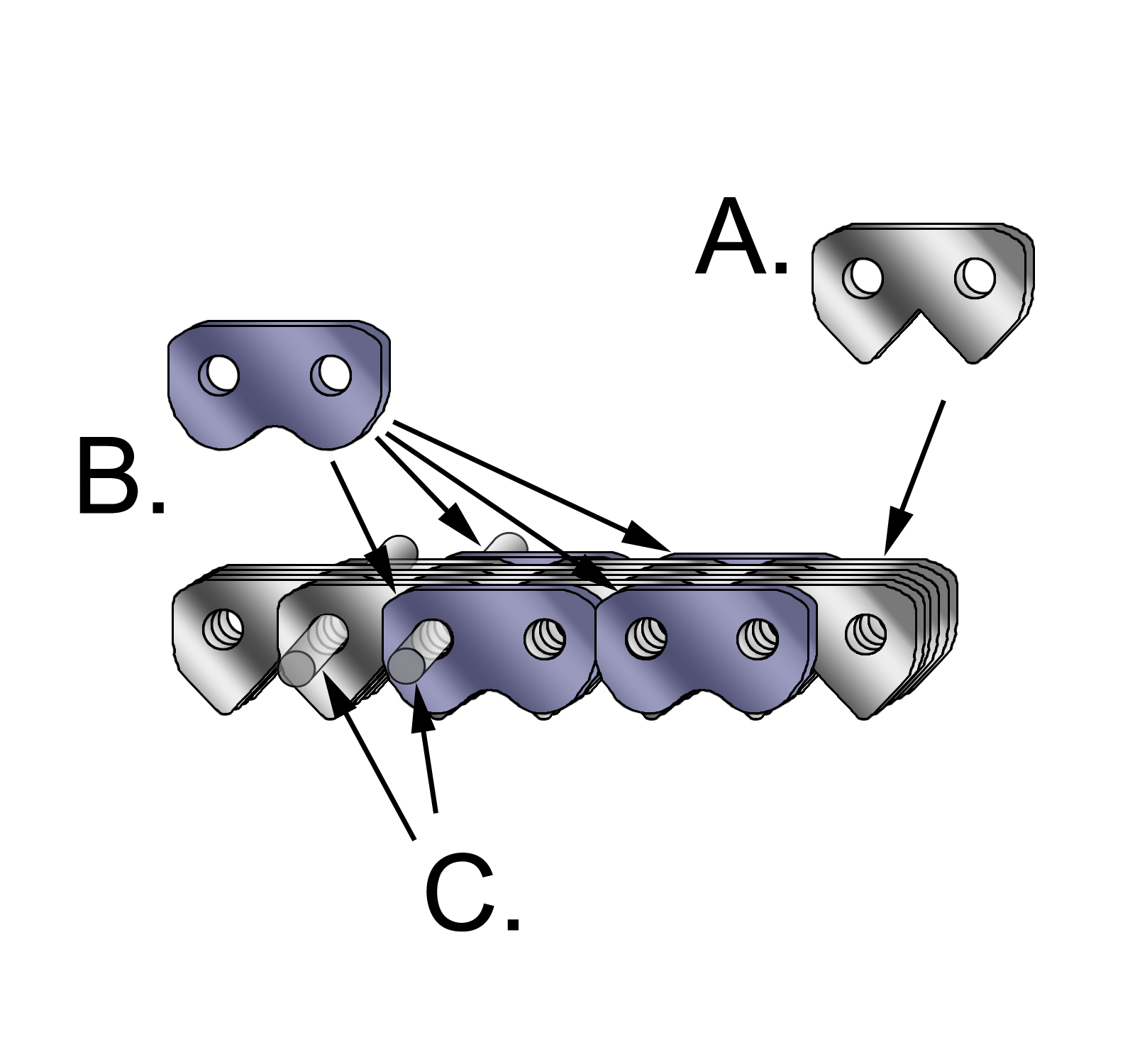
Zahnkette mit Außenführung (B.)

#### Zahnkette
Eine Zahnkette besteht aus Bolzen, Führungslaschen und in die Verzahnung von Kettenrädern greifenden Laschen.

#### Rotarykette
Die Rotarykette ist eine Unterart der Rollenkette. Statt unterschiedlicher Innen- und Außenlaschen werden nur Laschen einer Sorte verwendet. Diese sind gekröpft. Die an einem Gelenk innenliegende Lasche fungiert am nächsten Gelenk als Außenlasche. Die gekröpften Laschen geben der Kette eine große Elastizität, wodurch Belastungsstöße gut aufgefangen werden.
Ein einzelnes gekröpftes Glied kann in seltenen Fällen des Fahrradbaus, etwa an Tandems ohne Verstellexzenter am  vorderen Tretlager, hilfreich sein, da die Kettenlänge damit um ein nur Einfaches der Kettenteilung verlängert und dadurch genauer angepasst werden kann.

#### Kunststoffkette
Für bestimmte Anwendungen werden heute vermehrt Kunststoffketten eingesetzt, als Gelenkketten beispielsweise zur Räumung von Boden- und Schwimmschlamm in Kläranlagen oder in der Petrochemie. Die Vorteile sind ein niedriger Energiebedarf, eine längere Lebensdauer und eine wesentlich kürzere Amortisationszeit als bei herkömmlichen Systemen.

### Spezialformen

#### Schubgliederkette
Die Schubgliederkette – auch Schubgliederband – ist für die Anwendung in CVT-Getrieben, beispielsweise im Fiat Panda Selecta oder Subaru Justy. Sie kann die Kraft an den Flanken übertragen und verhält sich ähnlich wie ein Keilriemen ohne dessen Nachteil der Dehnung und Abnutzung. Des Weiteren gibt es in der Hebetechnik eine Anwendung für diese Bauform als Hub-, Zug- und Schubkette.

#### Scharnierbandkette
Scharnierbandketten sind Förderketten und bestehen aus Platten, die mit Scharnieren verbunden sind. Sie werden zum Transport von nicht zu schweren Stückgütern verwendet. Oft werden sie eingesetzt in der Verpackungstechnik, im Nassbereich oder Trockenbereich, z. B. beim Transport von Flaschen oder Boxen auf den Flanken der horizontal geführten Kette.

#### Kluppenkette
Kluppenketten (auch Klammerketten) sind Transportketten, die entlang der Kette mit einer Vielzahl von klammerartigen Greifern ausgestattet sind. Sie werden in Folienreckmaschinen, Verpackungsmaschinen und Textilmaschinen eingesetzt um biegeschlaffe Rollenware (Kunststofffolie, Stoffe) durch die Maschine zu fördern.

#### Plattenbandkette
Plattenbandketten bestehen aus einer Basis-Rollenkette mit aufgebrachten Stahlplatten oder aufgesteckten Kunststoffplatten.

#### Multiflexketten
Bei den Multiflexketten handelt es sich um Kunststoffketten die durch ein Gelenk verbunden sind. Der wesentliche Vorteil liegt in der Möglichkeit, sowohl Kurven- als auch Schrägförderung in einem Strang durchzuführen.

#### Gleiskette/Raupenkette
Bei Ketten- oder Raupenfahrzeugen laufen die Räder auf einer Gleiskette, einer umlaufenden Reihe kettenartig verbundener Platten. Durch die somit gegenüber Rädern viel größere Bodenkontaktfläche erreicht das Fahrzeug eine bessere Bodenhaftung bei gleichzeitig geringerem Auflagendruck und lässt sich in ansonsten unwegsamen Gelände besser manövrieren. Einige – eher kleine – Kettenfahrzeuge verwenden als „Kette“ auch ein umlaufendes Band, meist aus Gummi mit zugfester Einlage, am Außenumfang ein rutschfestes Profil und am Innenumfang Blöcke zur Führung auf den Rädern. Diese Ketten beschädigen im Gegensatz zu Stahlgliederketten den Untergrund nicht und sind wirtschaftlicher zu fertigen (nur ein Teil) (siehe auch Kettenpolster).
Bearbeitungsgeräte für Schipisten laufen auf extrabreiten Ketten aus Gummigurten mit hochstehenden Aluprofilstegen, um bei Quergefälle gut abzustützen, viel Schneefläche zu komprimieren und verhärtete Flächen zu zerkrümeln. Die einfachsten kleinen Ski-Doos (Aufsitzschneeraupen für 1–2 Personen) laufen bisweilen auf einer einzigen mittigen Gummiraupe und werden nur durch einen vorne geschobenen Lenkschi gesteuert.

#### Sägekette
Im Aufbau ist eine Sägekette ähnlich der Rollenkette eines Kettengetriebes. Ihre Glieder können über ein innerhalb des Kettenkreises befindliches Zahnrad bewegt werden. Zusätzlich besitzt eine Sägekette aber nach außen gerichtete messerartige Zacken, die sog. Meißel, mit welchen die Sägekette beim Umlauf über ein sog. Schwert Holz abhobeln und somit den Sägeschnitt ausführen kann.

#### Kugelkette

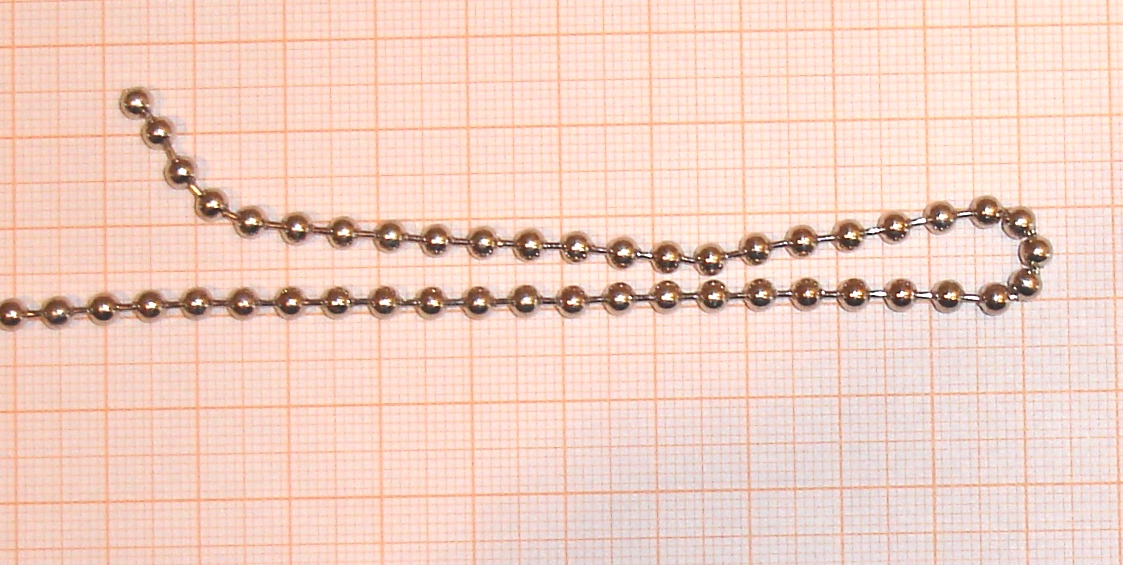
Kugelkette

Optisch ansprechend, sich mit der Hand glatt anfühlend, gut durch Löcher gleitend und oberflächlich gut zu reinigen sind kleine Kugelketten. Zu finden sind sie für die Zugbedienung von hoch angebrachten Klosettspülkästen, an Stehlampen-Zugschaltern, als Befestigung von Badewannenstöpseln, aber auch zum Zusammenhalten von Musterplättchen (z. B. Resopal) oder Zylinderschlüsseln ab (geschätzt) 1950. Die Kugeln haben 2 – 6 mm Durchmesser, sind meist aus Messing und vernickelt oder verchromt. Zur Herstellung der Kugelkette werden kurze Stücke Draht zu beiden Seiten nagelkopfartig flachgestaucht. Ein kurzes Rohrstückchen wird dann darüber so verpresst, dass es eine (angenäherte) Kugel mit 2 kleinen Öffnungen bildet, von denen jede den Stauchkopf im Kugelinneren festhält, doch dem ungestauchten Draht etwas Bewegungsspiel lässt.
Solche Kettchen, etwa 2 mm dünn, doch aus festerem rostfreien Stahl, dienen auch zur Befestigung der „Hundemarke“, der Erkennungsmarke der Soldaten zum Beispiel in Österreich um den Hals.
Eine zylindrisch-schiffchenförmige Blechhülse mit einem seitlichen Längsschlitz, der sich in der Mitte fischchenförmig erweitert, lässt nacheinander das Einklemmen beider Endkugeln einer Kette zu, die damit zum Schlüssel-Ketten-Ring geschlossen wird. Damit der Verschluss sich nicht bei bestimmter Knickbeanspruchung versehentlich löst, gibt es zylindrische Federhülsen, die über das Schiffchen geschoben werden können. Knickunempfindlicher sind auch Schraubverbinder, die jedoch nur industriell an Kettenenden gepresst werden können.
Kugelkettenzüge (am Schnurende) eignen sich durch Einhaken in gabelförmige Aufnahmeklammern auch gut zum Einstellen von Lüftungs- oder (selbstzufallenden) Fensterjalousien.
Ähnlich feine Kugelketten aus Polyesterseilchen mit regelmäßig koaxial aufgespritzten (angegossenen) Kunststoffkugeln dienen – als beschwerte Schleife zur Raumdecke – zum Steuern von Vertikaljalousievorhängen, Raffrollos und ähnlichen Vorhängen.
Halbsteife Kugelketten ganz aus flexiblem Silikon, mit einem Griffteil und etwa 3 Kugeln von eventuell im Bereich von 2 – 4 cm ansteigendem Durchmesser können zur analen oder vaginalen sexuellen Stimulation verwendet werden.
Als Kugelkette wird auch jene Bildmetapher – schwarze Kugel an Kette an Schelle am Bein – bezeichnet, die Gefangenschaft symbolisiert.

#### Kettenband
Eine enge Parallel-Wicklung dünner Kunstfaserseilchen wird in regelmäßigen Abständen mit C-förmigen Klammern aus rundem Draht fixiert. Ein solches Band mit 50 cm Umfangslänge diente in Pfaff-Nähmaschinen aus 1965 über Zinkgussräder mit Rillen und Bünden zur Kopplung der oberen und unteren Antriebsachse.